# Ravi Shankar
Pandit Ravi Shankar (bengali: রবি শংকর; nascido Robindro Shaunkor Chowdhury; Varanasi, 7 de abril de 1920 — San Diego, 11 de dezembro de 2012) foi um compositor e músico indiano. Ravi Shankar ficou conhecido em todo o mundo na década de 1960 ao colaborar com astros do rock como os Beatles. Ravi Shankar foi considerado como o "padrinho de música do mundo". É pai da cantora e compositora Norah Jones e da também compositora Anoushka Shankar.

## Vida
Nascido o mais novo de sete filhos de uma família brâmane bengali. Seu pai, V. Lakshinarayana, era professor de violino em seu país, o que contribuiu para que Shankar começasse a tocar esse instrumento quando tinha cinco anos. Uma década depois, deixou a Índia para viajar a Paris com a companhia de dança do seu irmão Uday. Em 1936, começou a estudar o Sitar, instrumento tradicional indiano, sob a direção de Ustad Allauddin Khan, e pouco depois começou a fazer excursões pela Europa e EUA.
Alcançou a fama no Ocidente graças a sua amizade com o guitarrista George Harrison, dos Beatles, de quem foi guru após conhecê-lo em 1966. No ano seguinte, realizou seu primeiro dueto com o violinista Yehudi Menuhin, com o qual posteriormente colaborou em várias ocasiões.
Em 1969, viajou aos EUA com a intenção de aprofundar-se na música do Ocidente e, ao mesmo tempo, popularizar sua música hindu. Dois anos mais tarde, a pedido do Orquestra Sinfônica de Londres, compôs um concerto que estreou no Royal Festival Hall, na capital inglesa. Ravi Shankar participou do festival de Monterrey em 1967 e 1969 ao lado de Jimi Hendrix, Joe Cocker, Janis Joplin e outros no lendário Festival de Woodstock.
Shankar ensinou nas universidades de Nova York e Los Angeles, dirigiu a partir de 1970, o Departamento de Música indiana no California Institute of the Arts. Compôs trilhas sonoras de filmes diversos, entre outras coisas, de Richard Attenborough "Gandhi". Em 1986 foi nomeado pelo primeiro-ministro Rajiv Gandhi para a casa superior do Parlamento indiano, onde atuou até 1992.
Com seu álbum "The Living Room Sessions Parte 1" Ravi Shankar está nomeada para os Grammy Awards de 2013 na categoria "Melhor Álbum de Música do Mundo".

## Concertos
A atividade musical de Ravi Shankar foi intensa, tendo destaque também como compositor. É autor de dois concertos para Sitar e orquestra, além de músicas para balés e trilhas sonoras para filmes. O músico indiano protagonizou o filme Raga, centrado em sua vida, e em 1978 publicou o livro autobiográfico My life, my music.

## Vida privada
Seu primeiro casamento em 1941, com a filha do músico Ustad Allauddin Khan, Annapurna Devi, terminou em 1982, após anos de separação nos quais manteve relações com Kamala Chakravarty e Sue Jones, mãe da cantora de jazz Norah Jones. Desde um relacionamento com Sukanya Shankar nasce a proeminente sitarista Anoushka Shankar em 1981. Por fim, Shankar se casou em 1989 com Sukanya Rajan, com quem viveu desde então entre San Diego e Nova Délhi. Ele também teve um filho, Shubhendra Shankar, que seguiu a carreira de sitarista até morrer repentinamente aos 50 anos, em 1992.

### Morte
Ravi Shankar morreu em 11 de dezembro de 2012 em San Diego aos 92 anos. Ele estava doente desde o ano anterior por conta de problemas respiratórios e cardíacos, uma condição que o levou a submeter-se no dia 6 de dezembro a uma intervenção cirúrgica para substituir uma válvula cardíaca, não resistindo no período de recuperação. Seu corpo foi cremado, e as cinzas espalhadas em três locais, em seu local de nascimento na Índia, no mar ao largo de San Diego e nas colinas do Vale de São Fernando no Estados Unidos.